# Михаил Стефанович
Михаил Игоревич Стефанович (блр. Міхаіл Ігаравіч Стэфановіч, рус. Михаил Игоревич Стефанович — Минск, 27. новембар 1989) професионални је белоруски хокејаш на леду који игра на позицијама крилног нападача и центра.
Члан је сениорске репрезентације Белорусије за коју је на међународној сцени дебитовао на светском првенству 2009. године. 
Као играч Њемена из Гродна освојио је титулу првака Белорусије у сезони 2016/17. 
Иако је учествовао на улазном драфту НХЛ лиге 2008. и био изабран као 98. пик у 4. рунди од стране Торонто мејпл лифса, никада није заиграо у НХЛ лиги.